# ريو وون وو
ريو وون وو (5 أغسطس 1990 بكوريا الجنوبية - ) هو لاعب كرة قدم كوري جنوبي في مركز حراسة المرمى. لعب مع نادي غوانغجو وتشونام دراغونز وبتشون 1995 ‏.

## وصلات خارجية
- ريو وون وو على موقع دوري كوريا الجنوبية (الإنجليزية)
- ريو وون وو على موقع قاعدة بيانات كرة القدم.إي يو (الإنجليزية)